# Chorthippus jutlandica
Chorthippus jutlandica is een rechtvleugelig insect uit de familie veldsprinkhanen (Acrididae). De wetenschappelijke naam van deze soort is voor het eerst geldig gepubliceerd in 2003 door Fogh Nielsen.
1. ↑  (en) Chorthippus jutlandica op de IUCN Red List of Threatened Species.